# Vincent Jordy
Vincent Alexandre Édouard Élie Jordy (ur. 20 stycznia 1961 w Perpignan) – francuski duchowny katolicki, arcybiskup Tours od 2019.

## Życiorys

### Prezbiterat
Święcenia kapłańskie otrzymał 28 czerwca 1992 i został inkardynowany do archidiecezji Strasburga. Po święceniach został wikariuszem w Altkirch oraz kapelanem w Zillisheim. W latach 1997–2000 był ojcem duchownym archidiecezjalnego seminarium, zaś w 2000 został jego rektorem.

### Episkopat
19 września 2008 papież Benedykt XVI mianował go biskupem pomocniczym archidiecezji Strasburga, ze stolicą tytularną Idassa. Sakry biskupiej udzielił mu 19 września 2008 ówczesny arcybiskup Strasburga - Jean-Pierre Grallet.
22 lipca 2011 został biskupem ordynariuszem diecezji Saint-Claude.
4 listopada 2019 papież Franciszek mianował go arcybiskupem metropolitą Tours.